# آنتونی پیلکینگتون
آنتونی پیلکینگتون (انگلیسی: Anthony Pilkington؛ زادهٔ ۶ ژوئن ۱۹۸۸) یک بازیکن فوتبال اهل ایرلند است.